# Båtbyggartorp
Båtbyggartorp är en tätort i Upplands Väsby kommun i Stockholms län, belägen vid Mälaren cirka 4 kilometer väster om Upplands Väsby, strax norr om Harva.
Båtbyggartorp ligger vid Harvavik i Mälaren. Strax söder om bebyggelsen ligger Harva gård. I norra delen av tätorten ligger den kommunala badplatsen Kairobadet. Den nuvarande badplatsen anlades på 1960-talet vid den dåvarande festlokalen Kairo, som tidigare varit pensionat. Detta grundades och drevs av Edvard Forsberg till 1952. Kairo började byggas 1926 och hade till att börja med åtta rum. År 1935 tillbyggdes pensionatet med flyglar. Från 1952 arrenderades pensionatet av Väsbyverken, som var ett dotterbolag till Svenska Metallverken. På 1980-talet brann pensionatsbyggnaden ned, och därefter byggdes den nuvarande konferensanläggningen.
Namnet Kairo kommer från en mirakelmedicin, som en försäljare försökt få Edvin Forsberg att sälja i sin affär i Spånga på 1920-talet.
Statistiska centralbyrån (SCB) räknade Båtbyggartorp som en småort vid den första avgränsningen år 1990. Då hade orten 60 invånare och omfattade 31 hektar. Efter det har befolkningen ett tag varit färre än 50 personer och området räknades därför inte som småort fram till år 2010. Då räknade SCB återigen orten som en småort omfattande 8 hektar och med 50 invånare. 2015 växte småorten samman med småorten Harva. 2018 hade befolkningen ökat och bebyggelsen klassades av SCB till en tätort med beteckningen Båtbyggartorp och Harva.

## Befolkningsutveckling
| Befolkningsutvecklingen i Båtbyggartorp/Båtbyggartorp och Harva 1990–2020 | Befolkningsutvecklingen i Båtbyggartorp/Båtbyggartorp och Harva 1990–2020 | Befolkningsutvecklingen i Båtbyggartorp/Båtbyggartorp och Harva 1990–2020 | Befolkningsutvecklingen i Båtbyggartorp/Båtbyggartorp och Harva 1990–2020 | Befolkningsutvecklingen i Båtbyggartorp/Båtbyggartorp och Harva 1990–2020 |
| ------------------------------------------------------------------------- | ------------------------------------------------------------------------- | ------------------------------------------------------------------------- | ------------------------------------------------------------------------- | ------------------------------------------------------------------------- |
|                                                                           |                                                                           |                                                                           |                                                                           |                                                                           |
| År                                                                        |                                                                           |                                                                           | Folkmängd                                                                 | Areal (ha)                                                                |
| 1990                                                                      | 1990                                                                      |                                                                           | 60                                                                        | 31#                                                                       |
| 1995                                                                      | 1995                                                                      |                                                                           | 0                                                                         | #                                                                         |
| 2000                                                                      | 2000                                                                      |                                                                           | 0                                                                         | #                                                                         |
| 2005                                                                      | 2005                                                                      |                                                                           | 0                                                                         | #                                                                         |
| 2010                                                                      | 2010                                                                      |                                                                           | 50                                                                        | 8#                                                                        |
| 2015                                                                      | 2015                                                                      |                                                                           | 178                                                                       | 46#                                                                       |
| 2020                                                                      | 2020                                                                      |                                                                           | 221                                                                       | 48                                                                        |
| Anm.: växt samman med småorten Harva 2015 # Som småort.                   |                                                                           |                                                                           |                                                                           |                                                                           |